# بلبل أبيض الخد
بلبل أبيض الخد أو بلبل الهيمالايا (الاسم العلمي: Pycnonotus leucogenys) (بالإنجليزية: Himalayan Bulbul)‏ هو نوع من الطيور يتبع جنس البلبل من فصيلة البلابل.
وكثر الحديث عن هذا الطائر الذي يألف الإنسان وقد لا يفارق صاحبة إلى نهاية العمر ويتميز بسهولة التربية والعيش وصوته المميز

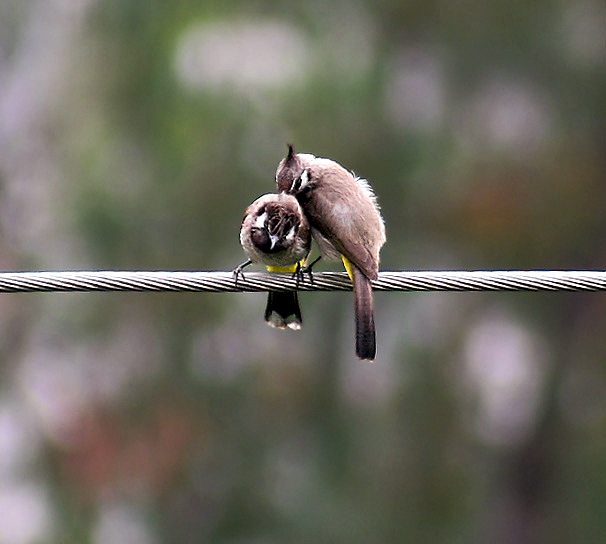
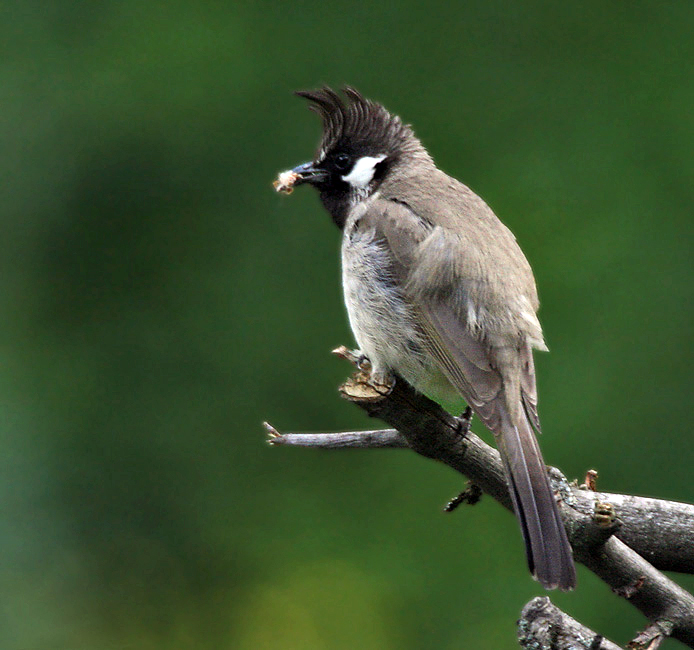
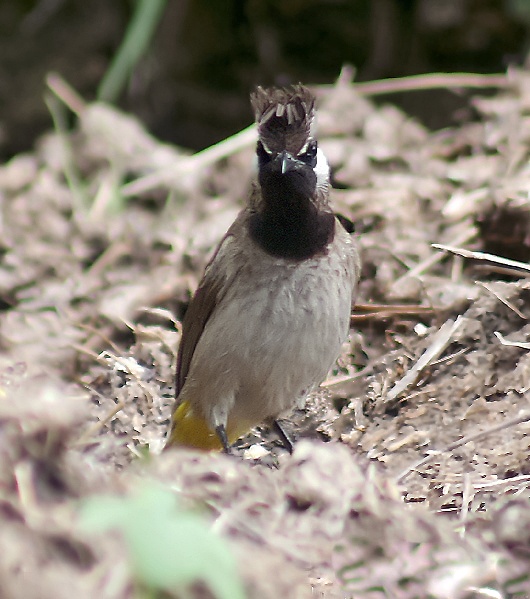
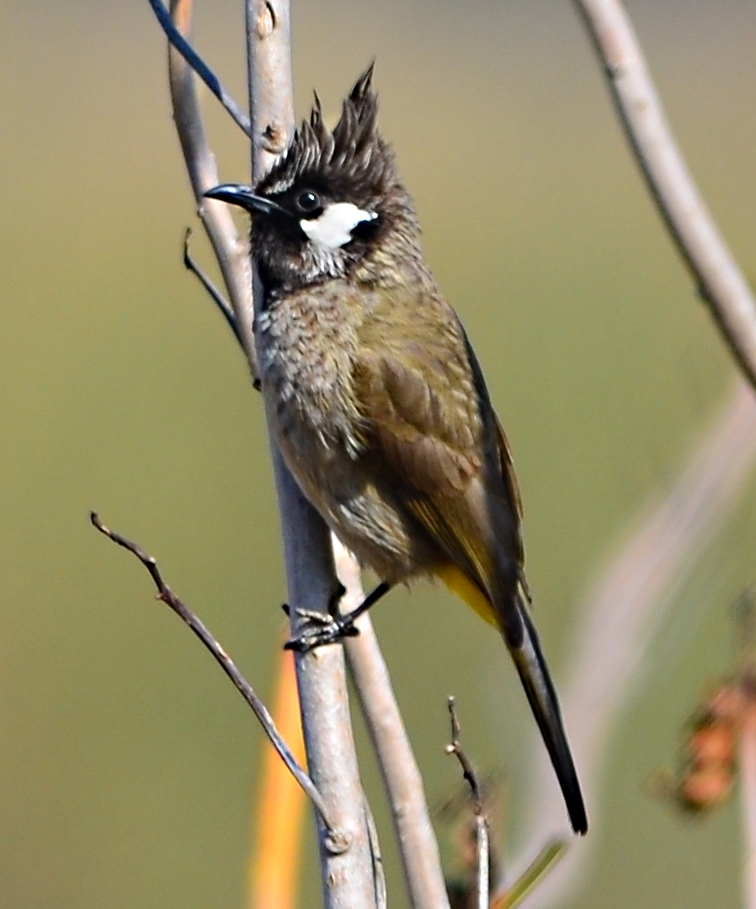